# Barnaszárnyú lile
A barnaszárnyú lile (Charadrius veredus) a madarak osztályának lilealakúak (Charadriiformes) rendjébe, ezen belül a lilefélék (Charadriidae) családjába  tartozó faj.

## Rendszerezése
A fajt John Gould angol ornitológus írta le 1848-ban. Egyes szervezetek az Eupoda nembe sorolják Eupoda veredus néven.

## Előfordulása
Mongólia és Kína egyes részein fészkel, vonulásai során eljut Ausztrália, Brunei, Dél-Korea, a Karácsony-sziget, Kelet-Timor, a Kókusz (Keeling)-szigetek, a Fidzsi-szigetek, a Fülöp-szigetek, Hongkong, India, Indonézia, Japán, Kazahsztán, Malajzia, Palau, Pápua Új-Guinea, Új-Zéland, Oroszország, a Seychelle-szigetek, Szingapúr, a Salamon-szigetek, Srí Lanka, Tajvan, Thaiföld, Vanuatu és Vietnám területére is. Észlelték Grönlandon is.
Természetes élőhelyei a szubtrópusi vagy trópusi füves puszták, sivatagok, sziklás környezetben, valamint tengerpartok, tavak, folyók és patakok környéke. Vonuló faj.

## Megjelenése
Átlagos testhossza 26 centiméter, szárnyfesztávolsága 46-53 centiméter.

## Természetvédelmi helyzete
Az elterjedési területe nagyon nagy, egyedszáma viszont ismeretlen. A Természetvédelmi Világszövetség Vörös listáján nem fenyegetett fajként szerepel.